# Браславский, Абель Израилевич
Абель (Аба) Израилевич Браславский (англ. Abel Braslavsky; также Абель Браслау англ. Abel Braslau; 13 июня 1864, Борисполь, Переяславский уезд, Полтавская губерния или 1861, Киев — 19 октября 1925, Нью-Йорк, США) — деятель народнического и анархистского движений. Из-за преследования в Российской империи был вынужден эмигрировать в США, где получил медицинское образование и работал врачом, также редактировал еврейские анархистские газеты. Отец оперной певицы Софи Браслау.

## Биография

### Российская империя
Абель Браславский родился 13 июня 1864 года в еврейской мещанской семье в городе Борисполь Переяславского уезда Полтавской губернии, или, по другим сведениям, в 1861 году в Киеве.
Получал образование в Лубенской гимназии, во время учёбы учителя заметили его голос, он имел красивый тенор. Браславский стал членом гимназического хора, а также каждое лето, вместе с тремя другими гимназистами, давал концерты в провинции, на которых исполнял народные песни. От профессиональной карьеры певца его отговорил отец, который негативно относился к этой профессии. Гимназию не окончил, оставил её в восьмом классе. Был женат на Александре (Лаше) Гудельман. В апреле 1882 года, Абель Браславский был обыскан и привлечён к дознанию при Полтавском жандармском управлении. Его обвиняли в организации народнического кружка среди лубенских учащихся. Браславский находился под арестом с 21 апреля до 1 мая, был отпущен с установлением особого надзора полиции. Несмотря на это, уже в мае, вместе с женой, покинул страну и бежал в США. Дело Браславского было приостановлено по согласованию министров юстиции и внутренних дел.
Перед отъездом передал нелегальную литературу товарищу по гимназии Михаилу Антоконенко. После обыска у последнего 21 января 1890 года и его допроса, на Браславского снова было открытое дознание, которое, по согласованию министров юстиции и внутренних дел от 13 августа 1890 года, было приостановлено до его ареста или явки.

### Соединённые Штаты Америки

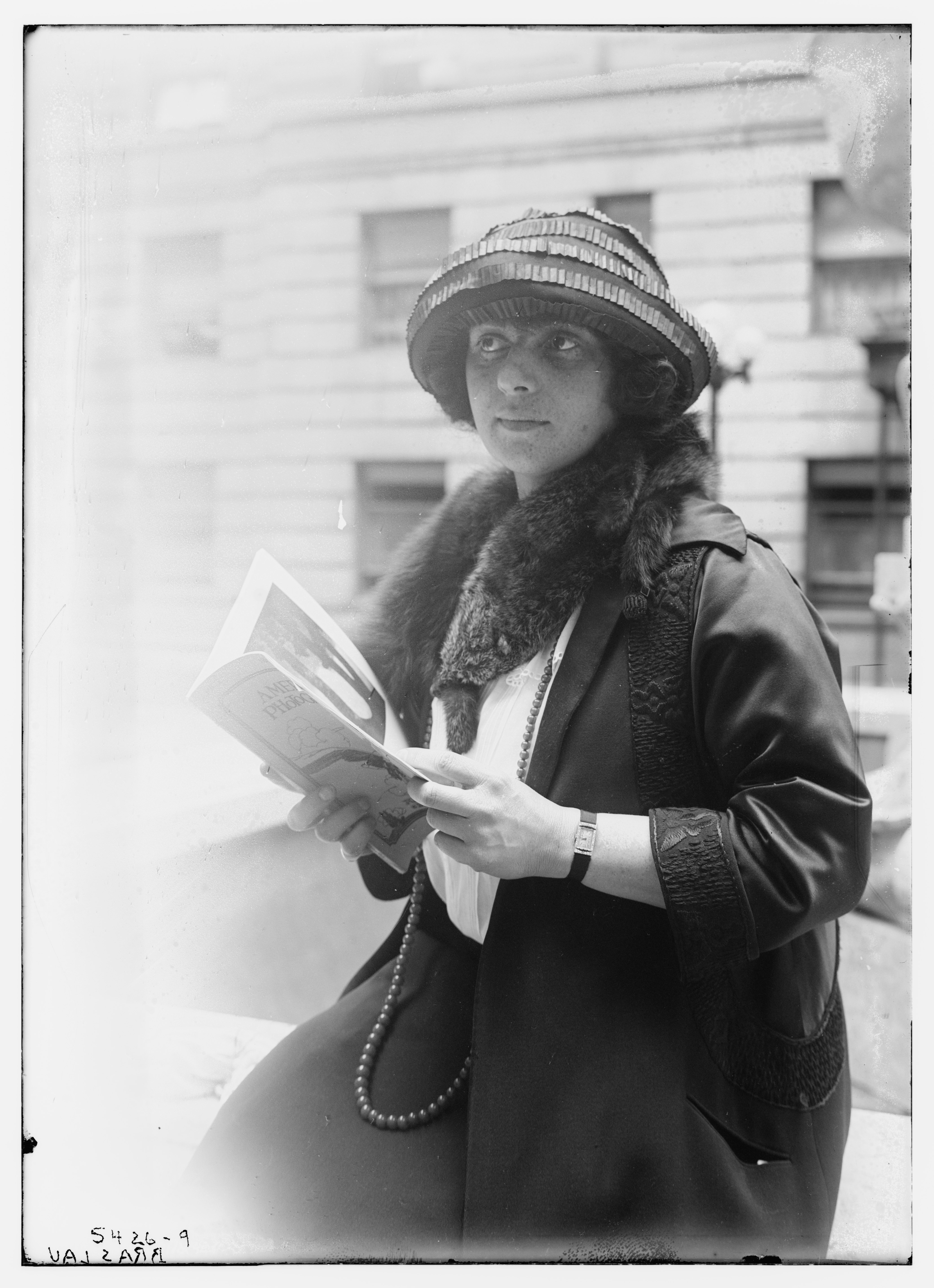
Софи Браслау

По прибытии в США Абель Браславский поселился в Нью-Йорке, сначала работал наборщиком. Принимал активное участие в социалистическом движении еврейских рабочих города. В 1886—1889 годах вместе с Мозесом Минцем редактировал еженедельную «די ניו־יאָרקער ייִדישע פֿאָלקסצײַטונג» (ди нью-йоркер идише фоксцайтунг — нью-Йоркская еврейская народная газета). Исследователь Сидни Вейссбергер отмечал, что эта радикальная газета имела «компетентных молодых редакторов». После закрытия газеты Браславский работал в других американских газетах и журналах на идише. В частности редактировал еженедельные газеты «מאָרגנשטערן» (моргнштерн — утренняя звезда) и «פֿרייע אַרבעטער שטימע» (фрайе арбетер штимэ — свободный рабочий голос). В последней газете редакция была разделена на две радикальные части, Браславский отстаивал социалистическую позицию, а его коллега Давид Эдельштадт — анархическую. Также сотрудничал с газетами юга Российской империи. В целом Браславский играл важную роль в анархистском движении Нью-Йорка.
Одновременно с издательской деятельностью, Браславский учился в Медицинском колледже Нью-Йоркского университета, из-за финансовых проблем смог его окончить лишь в 1889 году с присуждением медицинской степени доктора медицины. В том же году стал членом Медицинской ассоциации штата Нью-Йорк и начал заниматься медицинской практикой. Был членом Медицинского общества штата Нью-Йорк и Американской медицинской ассоциации. Исследователь Эдвард Пирсон характеризовал Браславского, как достаточно известного врача.
Благодаря успешной карьере купил дом на Западной 86-й улице Нью-Йорка, часть которого оборудовал для ведения медицинской практики. 15 октября 1890 года сменил имя на Абель Браслау (англ. Abel Braslau)⁨. Супруги Браслау принимали активное участие в культурной жизни города, их дом часто посещали артисты, скульпторы, писатели, учёные, теологи и особенно музыканты. Некоторое время в доме Браслау жил российский актёр Павел Орленев во время его гастролей со своей труппой в Нью-Йорке. Другая гостья супругов — ⁣анархистка Эмма Гольдман — так вспоминала чету в мемуарах: «прелестные люди, настоящие, гостеприимные русские души; вечера в их доме всегда давали мне ощущение свободы и освобождения».
16 августа 1892 года в семье Абеля и Александры Браслау родился их единственный ребёнок — Софи. Родители считали, что их дочь станет известной пианисткой, поэтому она с шестилетнего возраста занималась музыкой. Также супруги Браслау с ребёнком часто посещали спектакли, концерты и лекции. Особенно маленькой Софи нравилось посещения с родителями Метрополитен-оперы, благодаря которым она и решила стать оперной певицей. Сам Абель Браслау, который при жизни в Российской империи выучил более двухсот народных песен, занимался их транскрибированием и изданием.
Памятуя о финансовых проблемах, с которыми он столкнулся во время получения высшего образования, Абель Браслау основал в 1925 году ссудный фонд для малоимущих студентов Нью-Йоркского университета.
Умер Абель Браслау вечером 19 октября 1925 года дома от сердечного приступа в то время, когда его дочь выступала на Массачусетском музыкальном фестивале в Спрингфилде⁨. Он был похоронен на кладбище Маунт-Кармел в Нью-Йорке.

### Комментарий
1. ↑  Согласно воспоминаниям своей дочери, Абель Браславский имел хороший голос и «он мог бы стать оперным певцом если бы захотел» [2].